# Steinwälzer

Verbreitungsgebiet

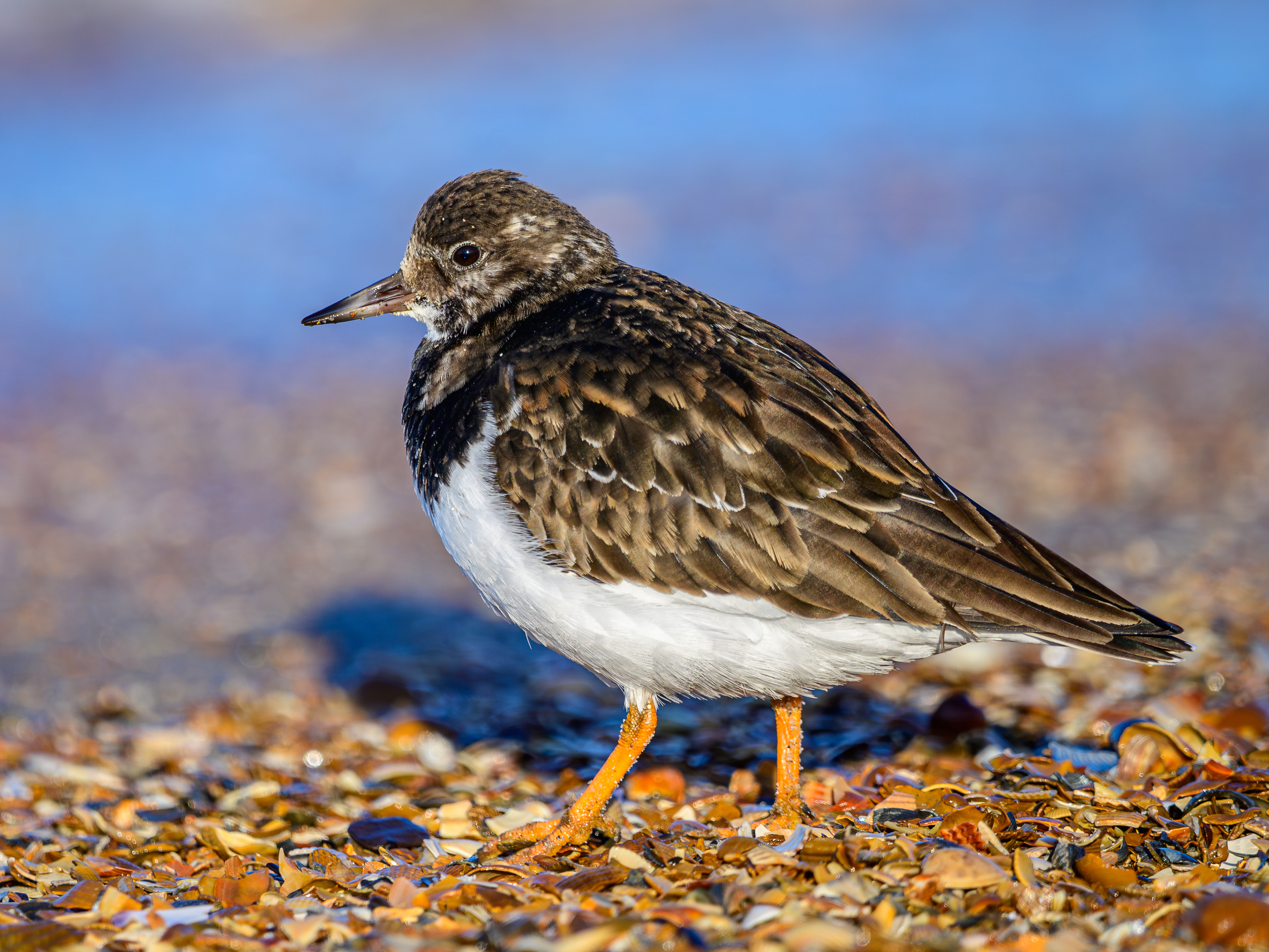
Steinwälzer im Ruhekleid

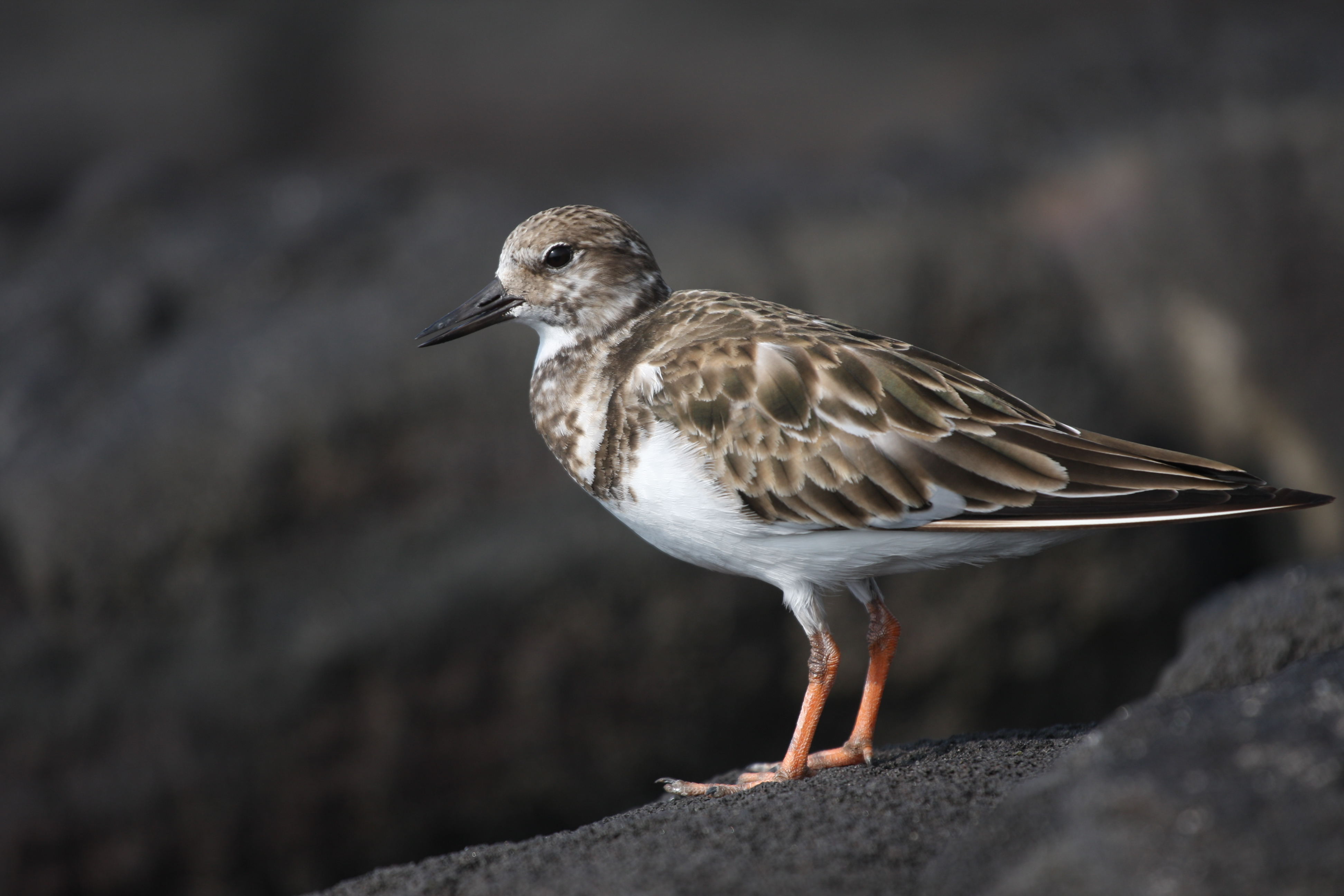
Steinwälzer im Ruhekleid

Der Steinwälzer (Arenaria interpres) ist eine Vogelart aus der Familie der Schnepfenvögel (Scolopacidae). Der Steinwälzer verdankt seinen Namen seiner speziellen Art der Nahrungssuche, bei der er am Strand Steine und Muscheln umdreht. Er brütet in zwei Unterarten zirkumpolar in Tundren und der borealen sowie zum Teil der gemäßigten Zone. In Mitteleuropa ist er ein lokaler, sehr seltener Brut- und Sommervogel. Während der Zugzeiten sind im Nordwesten Mitteleuropas mehrere tausend Überwinterer sowie Durchzügler und Rastvögel zu beobachten.
Nah verwandt mit dem Steinwälzer ist der Schwarzkopf-Steinwälzer (Arenaria melanocephala), der in Alaska und an der amerikanischen Pazifikküste lebt.

## Erscheinungsbild

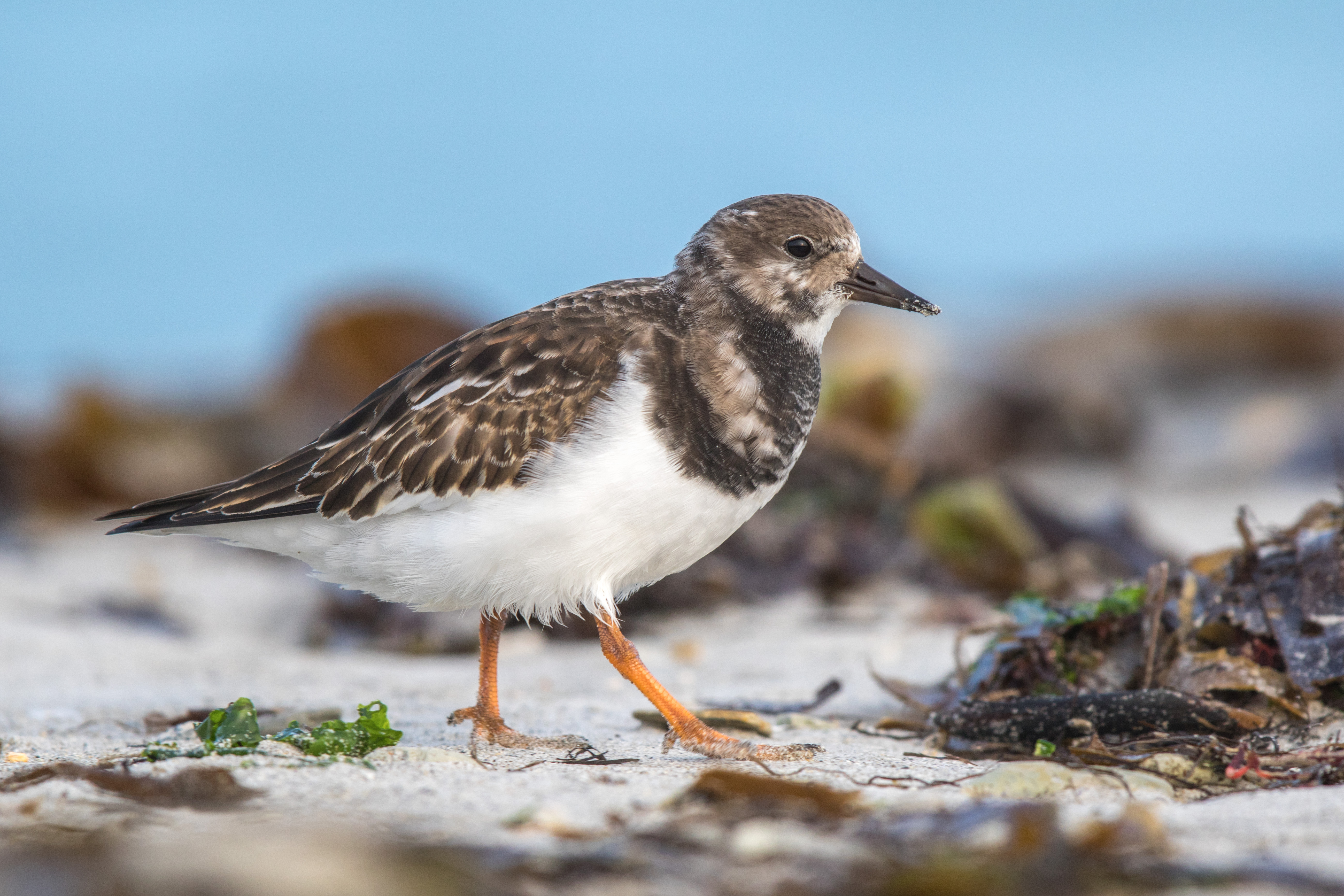
Schlichtkleid

Der Steinwälzer erreicht eine Körperlänge von 22 bis 24 Zentimeter. Die Flügelspannweite erreicht 45 bis 56 Zentimeter und das Gewicht liegt im Bereich 80 bis 190 Gramm. Die Beine sind im Verhältnis zur Körpergröße für einen Regenpfeiferartigen ungewöhnlich kurz und von orangeroter Farbe. Die Gestalt wirkt insgesamt gedrungen, die Gefiederfärbung fast schildpattartig. Im Prachtkleid ist das Männchen auf der Körperoberseite leuchtend kastanienbraun und schwarz gemustert. Der Kopf und die Körperunterseite sind weiß mit einer schwarzen Strichelung auf dem Scheitel und einer schwarzen, unregelmäßigen Zeichnung an den Wangen, Halsseiten und auf der Brust. Das Weibchen ist insgesamt etwas matter gefärbt und weist im Genick einen rahmfarbenen Fleck auf. Die Brustzeichnung ist beim Weibchen weniger leuchtend.
Im Ruhekleid sind die beiden Geschlechter ähnlicher gefärbt. Es fehlen dann die kräftigen rotbraunen und schwarzen Farben. Der Kopf, die Körperoberseite und die Brust sind dann graubraun mit einer deutlich weniger ausgeprägten schwärzlichen Fleckung. Jungvögel ähneln den adulten Vögel im Winterkleid, jedoch sind sie auf der Körperoberseite etwas brauner und haben helle Federsäume. Die Beine von Jungvögeln sind dunkler gelbbraun.

## Vorkommen
Das Verbreitungsgebiet erstreckt sich im Norden über Eurasien bis in das arktische Nordamerika und Grönland. Er brütet zum Teil hocharktisch noch bis zum 83. nördlichen Breitengrad (Grönland) und 80. nördlichen Breitengrad auf Spitzbergen. Wetlands International hebt als international bedeutsame Brutplätze vor allem die Onegabucht am Weißen Meer (320 bis 350 Brutpaare) und den äußeren Stockholmer Schärengarten (790 bis 840 Brutpaare) hervor.
Der Steinwälzer ist ein Langstreckenzieher, dessen Überwinterungsquartiere sich an den Küsten West-Europas (Großbritannien, Irland und von der westlichen Nordsee bis Spanien und Portugal), an den Küsten der Baltischen Staaten sowie im Osten des Mittelmeers, in Vorderasien und den Küsten des Indischen Ozeans bis in den Süden Afrikas finden. Als international bedeutsame Rast- und Überwinterungsquartiere hat Wetland International insgesamt 13 Gebiete identifiziert. Dazu gehören unter anderem das Wattenmeer der Nordsee, das Rhein-Maas-Delta, die belgische Küste, die Bucht von Goulven im Nordwesten der Bretagne, die Île de Ré, die Küste der Isle of Thanet, der Osten von Sanday, die Morecambe Bay und die Bucht von Morlaix.
Während des Zuges ist er an fast allen europäischen Küsten, im Winter u. a. an der Westküste Europas anzutreffen, wo er Muscheln und Wasserschnecken frisst.

## Nahrung
Der tagaktive Steinwälzer läuft verhältnismäßig bedächtig. Der Nahrungserwerb erfolgt pickend, auf weichem Untergrund auch grabend. Versteckte Beute wird durch das Umdrehen von Steinen, Muscheln oder Pflanzen erreicht. Der Schnabel wird dabei an den Rändern untergeschoben. Durch einen heftigen Ruck mit dem Kopf und Nacken kippt der Stein oder die Muscheln dann um. In ähnlicher Weise wendet er auch ganze Tangteppiche, wobei er dabei nicht nur den Schnabel, sondern auch den Kopf unter den Teppich schiebt und dann ruckartig bewegt. Festsitzende Schnecken werden abgehoben. Vor allem Miesmuscheln und Napfschnecken werden durch heftige Schnabelhiebe auf die Schalenkanten aufgebrochen. Entenmuscheln werden von Steinwälzern geöffnet, indem sie mit geschlossenem Schnabel ein oder zwei Mal in die obere Schalenseite stoßen. Während des Sommers stellen Dipteren und deren Larven eine wesentliche Nahrung da. Daneben fressen sie auch pflanzliche Kost. Eine besondere Bedeutung haben dabei Krähenbeeren.

## Fortpflanzung

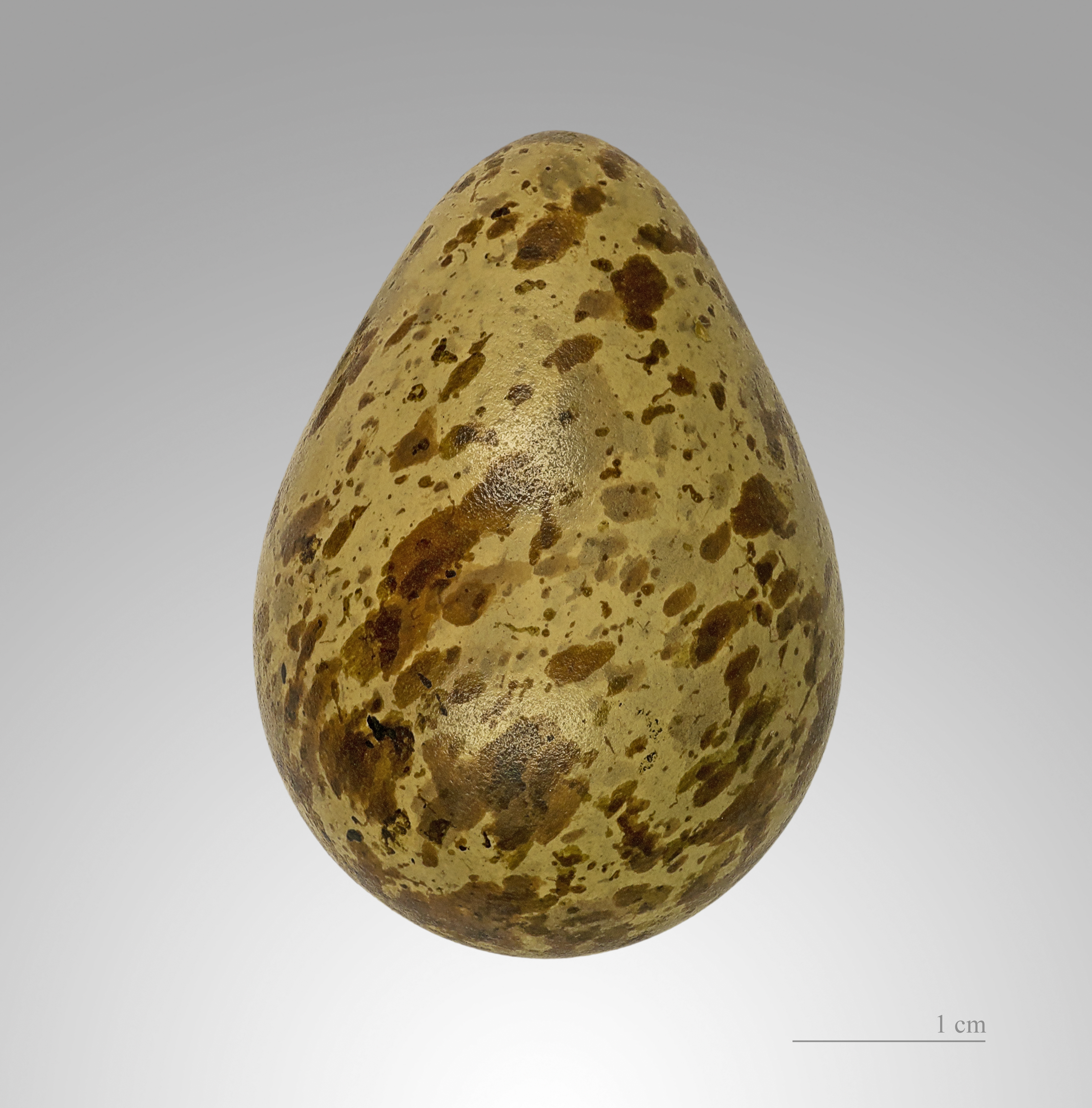
Arenaria interpres

Steinwälzer erreichen ihre Geschlechtsreife frühestens im zweiten Lebensjahr. Sie brüten aber erst ab einem Alter von drei bis sechs Jahren. Bei den an der mitteleuropäischen Küsten übersommernden Steinwälzern handelt es sich um solche subadulte nichtbrütende Vögel.
Steinwälzer führen eine monogame Saisonehe. Eine Revier- und Gattentreue konnte bereits nachgewiesen werden. Das Nest findet sich in Pflanzenbüscheln oder in Felsspalten sowie zwischen größeren Steinen. Sie nutzen gelegentlich auch Laridenkolonien. Der Legebeginn ist im Süden des Verbreitungsgebietes frühestens ab Anfang bis Mitte Mai, im Norden des Verbreitungsgebietes dagegen Ende Mai bis Anfang Juni. Das Gelege besteht gewöhnlich aus vier, seltener fünf Eiern. Diese sind stark zugespitzt, länglich oder breitoval. Die Grundfarbe ist graugrünlich bis blassbraun und die Eier sind olivbraun gefleckt. Die Brutdauer beträgt 22 bis 24 Tage. Beide Elternvögel brüten. Die Jungvögel werden von beiden Elternvögel geführt. Sie werden in den ersten vierzehn Tagen gehudert beziehungsweise bedeckt. Danach führt das Männchen die Jungvögel in der Regel alleine. Die Jungvögel sind nach 19 bis 21 Tagen flügge. Zu dieser Zeit löst sich auch der Familienverband auf.
Die Generationslänge beträgt bei Steinwälzern im Schnitt fünf Jahre.

## Bestand

### Bestandsentwicklung und aktueller Bestand
Im 19. Jahrhundert war der Steinwälzer noch ein Brutvogel auf den nordfriesischen Inseln sowie an der Ostseeküste in Schleswig-Holstein und Mecklenburg-Vorpommern. Auf Grund von Klimaänderungen, Prädation durch Möwen und vermutlich auch Eiersammlern erloschen die Brutbestände in Nordfriesland um 1859, auf Hiddensee, wo es um 1895 noch zehn bis zwanzig Brutpaare gab, erloschen die Bestände um 1919. Auch in Dänemark erloschen die Bestände in einzelnen Teilbereichen.
Seit 1960 hat sich der dänische Brutbestand von 10 bis 12 Brutpaaren auf etwa 40 Brutpaare (1996) erholt. Seit Mitte der 1990er Jahre war der Steinwälzer auch wieder als Brutvogel in Deutschland heimisch, allerdings mit nur sehr niedrigem Bestand. Bereits in der Roten Liste der Brutvögel Deutschlands von 2015 wurde die Art in der Kategorie 2 als stark gefährdet geführt. Seit Erscheinen der Roten Liste 2020 gilt der Steinwälzer in Deutschland offiziell als ausgestorben.
Der europäische Gesamtbestand beträgt 24.000 bis 81.000 Brutpaare, wobei Grönland mit der hieran größten Teilpopulationen (20.000 bis 40.000 Brutpaare) eingerechnet ist. In Norwegen werden (5.000 bis 15.000 Brutpaare), im europäischen Teil Russlands (3.000 bis 17.000 Brutpaare) und in Finnland (4.000 bis 4.500 Brutpaare) gezählt.

### Bestandsprognosen
Der Steinwälzer gilt wie viele andere Schnepfenvögel auch als eine der Arten, die vom Klimawandel besonders betroffen sein wird. Ein Forschungsteam, das im Auftrag der britischen Umweltbehörde und der Royal Society for the Protection of Birds die zukünftige Verbreitungsentwicklung von europäischen Brutvögeln auf Basis von Klimamodellen untersuchte, geht davon aus, dass bis zum Ende des 21. Jahrhunderts das Verbreitungsgebiet des Steinwälzers um 40 Prozent schrumpfen und sich nach Nordosten verschieben wird. Mehr als die Hälfte des heutigen Verbreitungsgebietes wird der Art keine geeigneten Lebensräume mehr bieten. Dies gilt vor allem für das Europäische Nordmeer und die baltische Küstenregion im Süden von Fennoskandinavien. Neue Verbreitungsgebiete entstehen eventuell auf Franz-Josef-Land sowie Spitzbergen und Nowaja Semlja, doch können sie den Arealverlust nicht kompensieren.

## Belege

### Einzelbelege
1. ↑   Colston et al., S. 211
2. ↑   Bauer et al., S. 518
3. ↑   Delany et al., S. 355
4. ↑   Delany et al., S. 356 und S. 357
5. ↑   Colston et al., S. 212
6. ↑   Colston et al., S. 212
7. ↑   Bauer et al., S. 519 und S. 520
8. ↑   Bauer et al., S. 520
9. ↑   Bauer et al., S. 519
10. ↑  Christoph Grüneberg, Hans-Günther Bauer, Heiko Haupt, Ommo Hüppop, Torsten Ryslavy, Peter Südbeck: Rote Liste der Brutvögel Deutschlands, 5 Fassung. In: Deutscher Rat für Vogelschutz (Hrsg.): Berichte zum Vogelschutz. Band 52, 30. November 2015.
11. ↑  Torsten Ryslavy, Hans-Günther Bauer, Bettina Gerlach, Ommo Hüppop, Jasmina Stahmer, Peter Südbeck & Christoph Sudfeldt: Rote Liste der Brutvögel Deutschlands, 6 Fassung. In: Deutscher Rat für Vogelschutz (Hrsg.): Berichte zum Vogelschutz. Band 57, 30. September 2020.
12. ↑   Bauer et al., S. 518
13. ↑   Brian Huntley, Rhys E. Green, Yvonne C. Collingham, Stephen G. Willis: A Climatic Atlas of European Breeding Birds, Durham University, The RSPB and Lynx Editions, Barcelona 2007, ISBN 978-84-96553-14-9, S. 203